# Athribis (Neder-Egypte)
Athribis is een oud-Egyptische stad in de Nijldelta. Niet te verwarren met Athribis in Opper-Egypte.
Door de oude Egyptenaren werd de stad Hoet-hery-ib genoemd. De Grieken noemden dit Athribis (Grieks: Ἄθλιβις). Tegenwoordig wordt het gebied genoemd Tell Atrib een afgeleide van het Griekse Athribis.

## De stad
De stad is al bekend uit het Oude Rijk. Amenhotep III bouwde een tempel, helaas is het grotendeels verdwenen. De resten van een aantal tempels zijn gelokaliseerd, ze dateren van de Grieks-Romeinse tijd en één uit de tijd van koning Amasis. De meeste monumenten kunnen geschat worden tussen de 25e en 30e dynastie.
Een kleine heuvel, Tell Atrib, bij Banha ten noorden van Caïro markeert de voormalige archeologische plek, ten noordoosten van de huidige stad Banha. Athribis stond op ten oosten van de Tanitische arm van de Nijl, nu opgedroogd.
Vlak bij de tempel is een mijn waar het steen vandaan kwam om de tempel te bouwen. Bij de mijnen zijn ook kleine graven te vinden. Ze herbergen Grieks beïnvloede inwoners. De ruïnes en de graven geven aan dat de stad vergroot werd tijdens de regering onder de Ptolemaeën.

## Religie
In de stad werd de leeuwinnengodin Repyt of Thryphis vereerd, veel inscripties zijn gewijd aan deze grote lokale godin in Athribis en Panopolis. Thriphis werd geassocieerd in aanbidding met Amon Chem. Geen van de afbeeldingen van de godin is in het heden teruggevonden. De auteur John Gardiner Wilkinson denkt dat in Athribis een stad was waar een leeuw-koppige godin werd aanbeden, maar dat haar speciale namen niet zijn vastgesteld.

## Antieke bronnen
Ammianus Marcellinus (4e eeuw na Chr.) rekende Athribis als een van de meest aanmerkelijke stad was van de Nijldelta. Het schijnt dat de stad zo belangrijk was dat het de naam kreeg Athribiticus Fluvius.
Athribis was een van de militaire nomen toegekend in de tijd van de farao's. Onder de christelijke keizers behoorde Athribis toe aan de provincie Augustamnica Secunda.
De ruïnes van Atrib (Atrieb of Trieb) bij de punt waar het moderne kanaal van Moeys van de Nijl af gaat, laat het gebied zien van het oude Athribis. Jaarlijkse overstromingen van de Nijl tot moderne tijden creëerden badplaatsen. Daarnaast is er een tempel die 61 meter lang is en opgedragen is aan de godin Thriphis (Anthrebi in het Koptisch). De meeste tempelstructuren kunnen worden geassocieerd met de 25e tot de 30e dynastie.
In de buurt is er een necropolis uit de Grieks-Romeinse tijd. De monniken van het 'witte klooster' zijn bekend onder de naam van Attrib, hun benaming van de ruïnes is Medeenet Ashaysh. Een inscriptie van de gevallen voorwerpen van de tempel heeft de datum van de negende jaar van Tiberius, en herbergt de naam van Julia, de dochter van Augustus. Aan de andere kant van dezelfde blok staan de cartouches met de namen van Tiberius Claudius Nero en Caesar Germanicus en elders in de tempel wordt Ptolemaeus XII genoemd.